# Lauri Marjamäki
Lauri Marjamäki (né le 29 mai 1977 à Tampere en Finlande) est un entraîneur professionnel finlandais de hockey sur glace.

## Biographie
Dès 1999, il commence sa carrière d'entraîneur en dirigeant les équipes de jeunes de l'Ilves Tampere, des Blues Espoo et du Kiekko-Espoo. En 2007, il devient assistant-entraîneur de l'équipe première des Blues Espoo dans la Liiga. Il est nommé entraîneur principal en 2011, année où il est également nommé à la tête de l'équipe de Finlande junior. Il remporte le Kanada-malja 2014 et 2015 avec le Kärpät Oulu.
Il dirige l'équipe de Finlande de 2013 à 2018.

## Trophées et honneurs personnels

### SM-liiga
- 2015 : remporte le Trophée Kalevi-Numminen.